# Куп Мађарске баштине 2016.
Куп Мађарске баштине 2016. је био фудбалски турнир између репрезентација ко је су представљале Секеље, Подкарпаље, Фелвидек и  Делвидек, који је одржан у Сарвашу од 1. до 3. августа 2016. године, у Сарвашу у Мађарској. Турнир је освојила репрезентација Фелвидека. Шампион турнира се аутоматски квалификовао за КонИФА Светско првенство у фудбалу 2018.

## Утакмице
| Датум                 | Локација                 | Тим 1    | Крајњи резултат    | Тим 2       | Коментар    |
| --------------------- | ------------------------ | -------- | ------------------ | ----------- | ----------- |
| 1.август 2016. 15:00  | СЦ Ержебет-лигет, Сарваш | Делвидек | 3 : 1              | Секељи      | полуфинале  |
| 1.август 2016., 17:45 | СЦ Ержебет-лигет, Сарваш | Фелвидек | 1 : 1 (пен: 5 : 4) | Подкарпатље | полуфинале  |
| 3.август 2016.        | СЦ Ержебет-лигет, Сарваш | Секељи   | 2 : 2 (пен: 3 : 5) | Подкарпатље | треће место |
| 3.август 2016., 16:45 | СЦ Ержебет-лигет, Сарваш | Делвидек | 1 : 2              | Фелвидек    | финале      |

## Табела
| Поз | Екипа       |
| --- | ----------- |
| 1.  | Фелвидек    |
| 2.  | Делвидек    |
| 3.  | Подкарпатље |
| 4.  | Секељи      |